# Cliff Village (Misuri)
Cliff Village es una villa ubicada en el condado de Newton en el estado estadounidense de Misuri. En el Censo de 2010 tenía una población de 40 habitantes y una densidad poblacional de 386,1 personas por km².

## Geografía
Cliff Village se encuentra ubicada en las coordenadas 37°1′31″N 94°31′2″O / 37.02528, -94.51722. Según la Oficina del Censo de los Estados Unidos, Cliff Village tiene una superficie total de 0.1 km², de la cual 0.1 km² corresponden a tierra firme y (0%) 0 km² es agua.

## Demografía
Según el censo de 2010, había 40 personas residiendo en Cliff Village. La densidad de población era de 386,1 hab./km². De los 40 habitantes, Cliff Village estaba compuesto por el 87.5% blancos, el 0% eran afroamericanos, el 7.5% eran amerindios, el 0% eran asiáticos, el 0% eran isleños del Pacífico, el 0% eran de otras razas y el 5% pertenecían a dos o más razas. Del total de la población el 0% eran hispanos o latinos de cualquier raza.